# Shanna Moakler
Shanna Moakler, född 28 mars 1975 i Providence, Rhode Island, är en amerikansk fotomodell och skådespelerska. Hon är känd från TV-serien Pacific Blue. Hon har även gästspelat i CSI: Crime Scene Investigation.
Shanna Moakler var Playboys Playmate of the Month för december månad 2001. Hon var 2004-2006 gift med Travis Barker, trumslagare i Blink-182. De har två barn, Landon och Alabama. Shanna har sedan tidigare dottern Atiana tillsammans med boxaren Oscar de la Hoya.